# Renato Altissimo
Renato Altissimo (Portogruaro, 4 ottobre 1940 – Roma, 17 aprile 2015) è stato un politico e imprenditore italiano, segretario del Partito Liberale Italiano dal 1986 al 1993, deputato alla Camera 25 maggio 1972 al 14 aprile 1994 e più volte ministro della Repubblica. 
Segretario del Partito Liberale Italiano, si collocò nella sinistra del partito durante il suo incarico.

## Biografia

### Studi e carriera imprenditoriale
Nato nel 1940 a Portogruaro, in provincia di Venezia, figlio di industriali, ha conseguito la laurea in Scienze politiche presso l'Università degli Studi di Torino, è stato vicepresidente di Confindustria. La sua famiglia possedeva a Testona una fabbrica di fanali e accendini, non più esistente, che faceva parte dell'indotto FIAT.

### Carriera politica

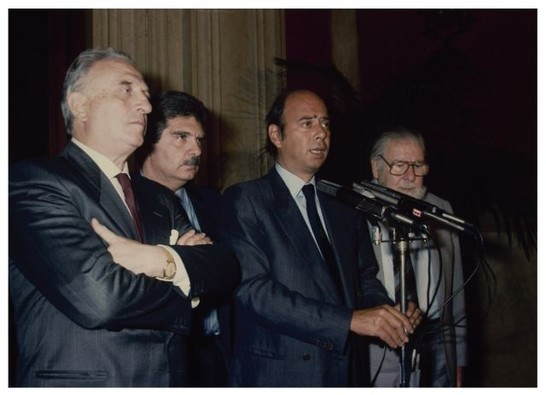
Renato Altissimo con Aldo Bozzi alle consultazioni al Quirinale del 1987

Esponente di spicco del Partito Liberale Italiano, sostenitore del Pentapartito, è stato ministro della sanità nel Governo Cossiga I, nei Governi Spadolini I e II, nel Governo Fanfani V.
Ministro dell'industria, del commercio e dell'artigianato nel Governo Craxi I. Da Ministro della Sanità si trovò a gestire il lancio e la stabilizzazione del neonato Sistema Sanitario Nazionale, che aveva sostituito il regime mutualistico e da Ministro dell'Industria resse il dicastero durante il "piccolo boom" degli anni '80 durante il quale la crescita del PIL toccò il 5%. Celebre anche per essere un "viveur" e un assiduo frequentatore delle notti romane.
Nel 1986, in occasione del combattuto congresso di Genova a maggio, si candida alla segreteria del Partito Liberale, rappresentante la componente a sinistra del partito, contro quella dell'uscente Alfredo Biondi, che alla fine vinse. In seguito alla sua vittoria si dimise da Ministro. Durante la sua segreteria il partito si spostò verso una linea liberal-riformatrice grazie a cui il PLI poté stringere una forte sinergia col Partito Socialista Italiano di Bettino Craxi di cui Altissimo divenne alleato: questa linea fu premiata dagli elettori che permisero al piccolo PLI di raggiungere e superare, dopo quasi vent'anni, il 4% alle elezioni europee del 1989.
Nel 2004 entra nel nuovo Partito Liberale Italiano (PLI) di Stefano De Luca, che si schiera con la Casa delle Libertà di Silvio Berlusconi, con cui si candida alle elezioni politiche del 2006, ma senza essere eletto.
Il 5 marzo 2011 rientra nel Consiglio Nazionale del nuovo PLI.
Nel 2014, poco prima delle elezioni europee, non rinnova la tessera del PLI e fonda assieme a Carlo Scognamiglio, Giuliano Urbani e Alfredo Biondi il movimento "I Liberali", per promuovere il rilancio dell'economia e un'accelerazione sulle privatizzazioni.

### Altezza
In un'intervista del 12 Giugno 1984, Renato Altissimo dichiarò al suo intervistatore di essere alto circa 198 centimetri, suscitando l'ilarità dei presenti dovuta alla corrispondenza con il suo cognome.

### Morte
Muore il 17 aprile 2015 all'ospedale Gemelli di Roma all'età di 74 anni, a seguito di una lunga malattia e un ricovero per problemi cardiaci e respiratori.

## Vicende giudiziarie

### Tangentopoli e Processo Enimont

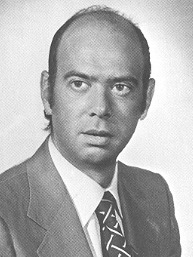
Renato Altissimo nel 1979

Il 15 marzo 1993 Renato Altissimo riceve degli avvisi di garanzia. Il 4 dicembre 1993, durante una conferenza stampa convocata per sua volontà, ammette di aver ricevuto in maniera illecita 200 milioni di lire in contanti. Imputato nel processo per la maxi tangente Enimont, è stato definitivamente condannato a 8 mesi per finanziamento illecito ai partiti nel giugno 1998.